# Mahilpur
Mahilpur é uma cidade e uma nagar panchayat no distrito de Hoshiarpur, no estado indiano de Punjab.

## Demografia
Segundo o censo de 2001, Mahilpur tinha uma população de 10,019 habitantes. Os indivíduos do sexo masculino constituem 52% da população e os do sexo feminino 48%. Mahilpur tem uma taxa de literacia de 77%, superior à média nacional de 59.5%: a literacia no sexo masculino é de 80% e no sexo feminino é de 73%. Em Mahilpur, 10% da população está abaixo dos 6 anos de idade.